# ماتوندا (الهند)
ماتوندا (بالإنجليزية: Mataundh) هي مدينة ووحدة محلية في منطقة باندا في ولاية أتر برديش الهندية.

## الجغرافيا
تقع مدينة ماتوندا عند إحداثيات 25°27′N 80°09′E / 25.45°N 80.15°E. ويبلغ متوسط ارتفاعها عن مستوي سطح البحر 142متر (465 قدم)

## التركيبة السكانية
حسب تعداد السكان لدولة الهند الصادر عام 2001، بلغ عدد سكان متاوندا حينها 8278 نسمة. شكل الذكور 53% من السكان بينما شكلت الإناث 47%. كما بلغ  معدل التعليم في مدينة متاوندا 47%، وهو أقل من المتوسط الوطني الذي يبلغ 59.5%. وبلغ معدل التعليم بين الذكور 57%، بينما بلغ معدل التعليم بين الإناث 35%. في متاوندا، يشكل الأطفال الذين تقل أعمارهم عن 6 سنوات 17% من إجمالي السكان.